# Чиленто
Чиленто (італ. Cilento) — найпівденніша частина Кампанії, на південь від Салерно, де використовується чилентський діалект неаполітанської мови. Топонім походить від латинського «cis Alentum», що означає «по цей бік від річки Аленто». Обмежена із заходу Тірренським морем. На схід простягається до долини Діано і гір Альбурні. Найбільше місто і порт — Агрополі.
Узбережжя Чиленто популярне серед туристів. Майже вся територія знаходиться під охороною держави як Національний парк Чиленто. У 1998 році національний парк з останками давньогрецьких полісів Пестум і Елея, а також картузіанським монастирем у Падулі був оголошений пам'яткою Світової спадщини.
Наприкінці XX століття передбачалося виділити Чиленто з провінції Салерно в окрему провінцію, проте рішення так і не було прийнято. Проте в 1989 році місцеві виноградники Альяніко були оголошені самостійним DOC.

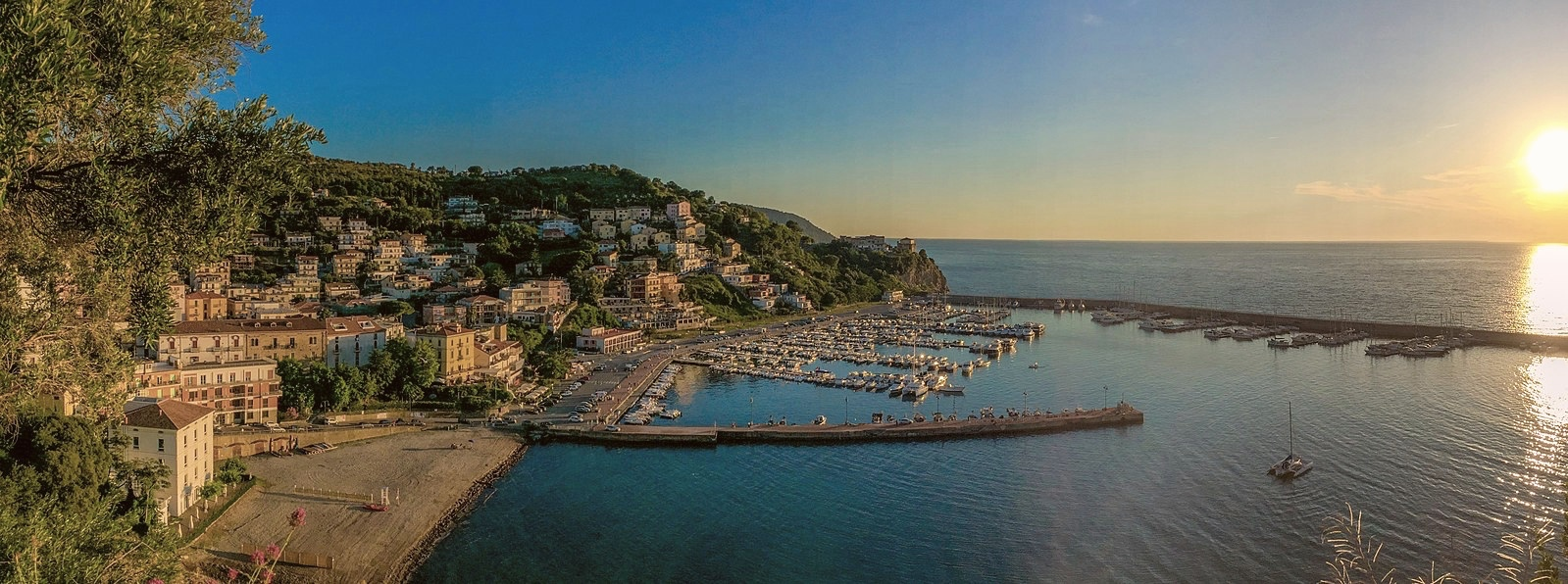
Панорама Агрополі
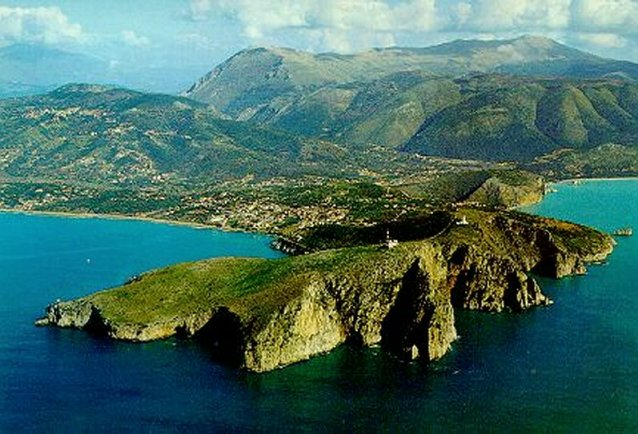
Мис Палінуро[en]
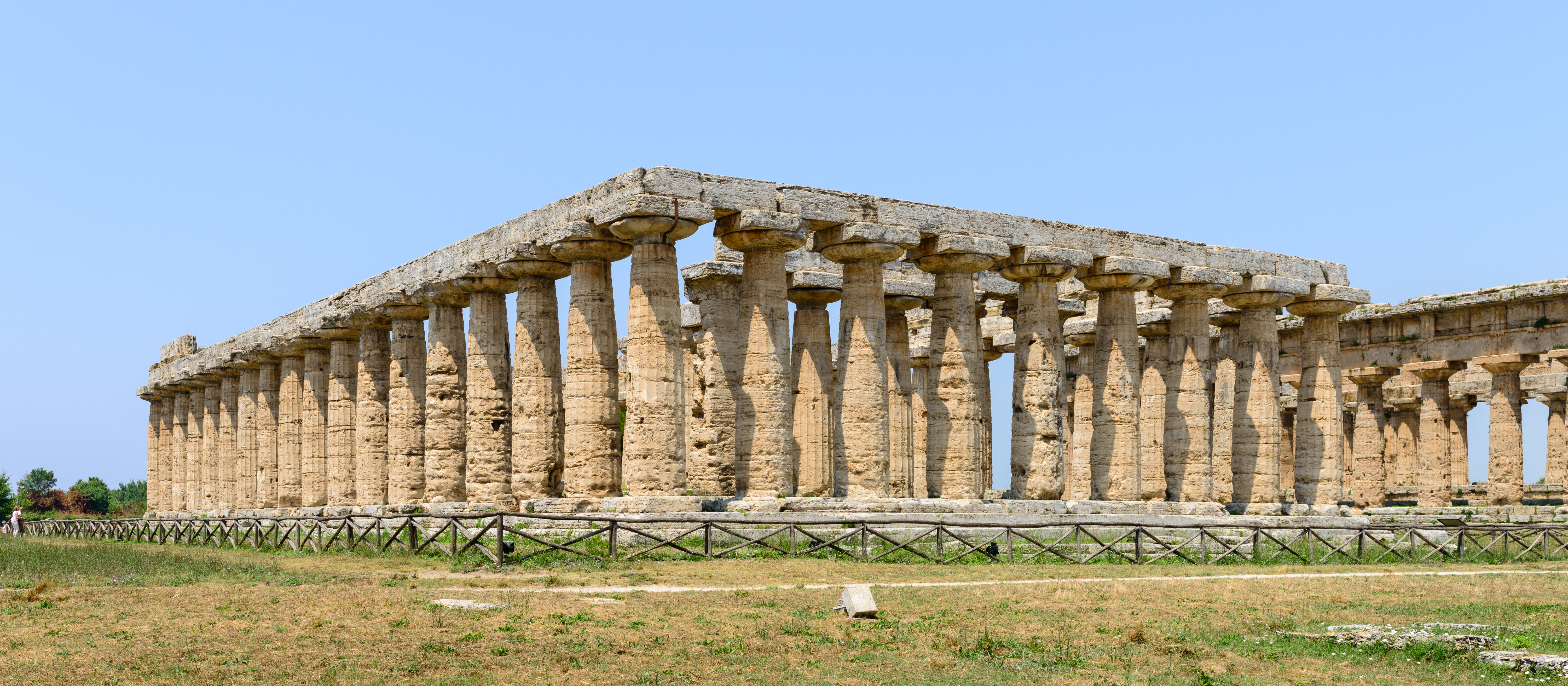
Перший храм Гери в Пестумі
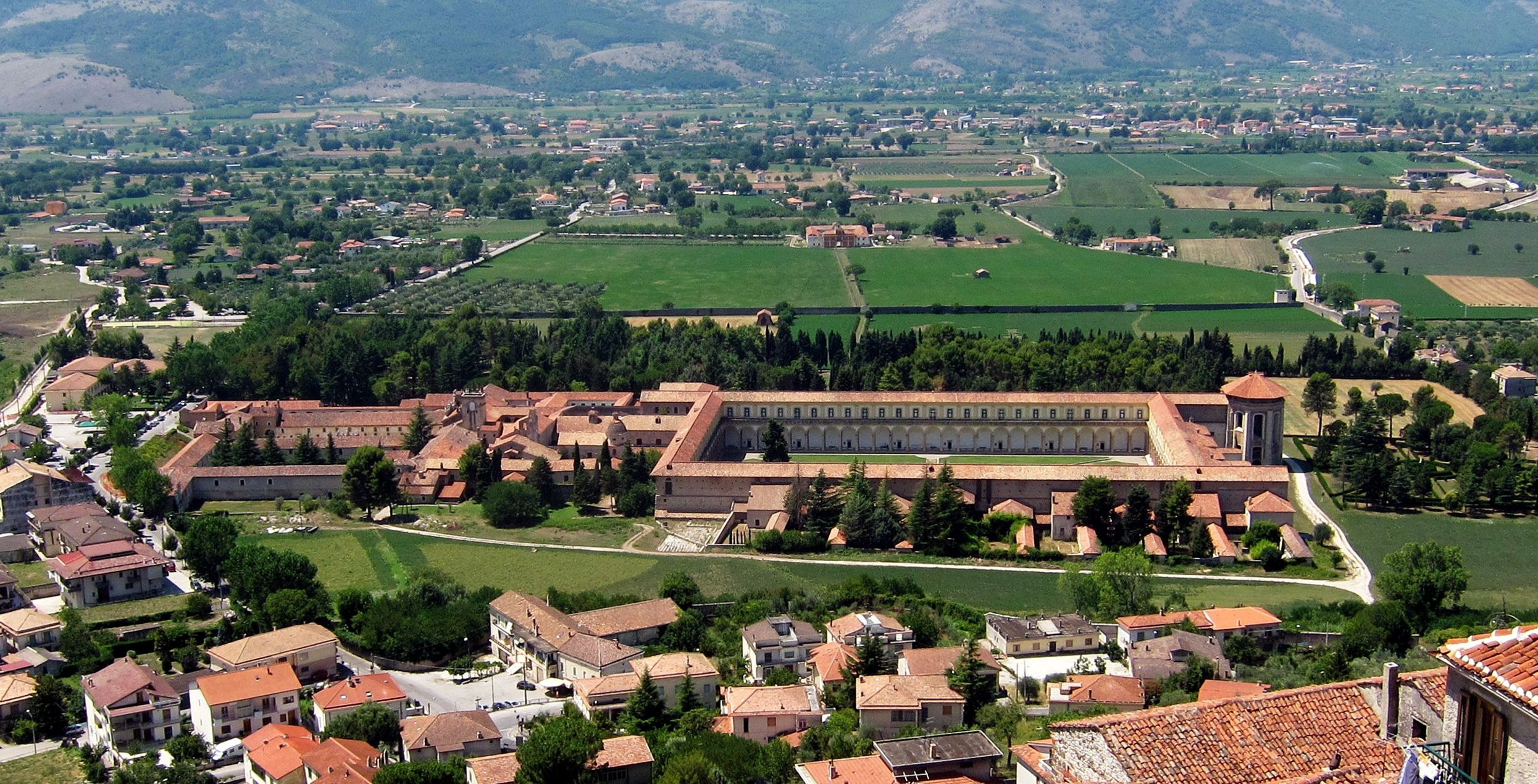
Монастир у Падулі[en]
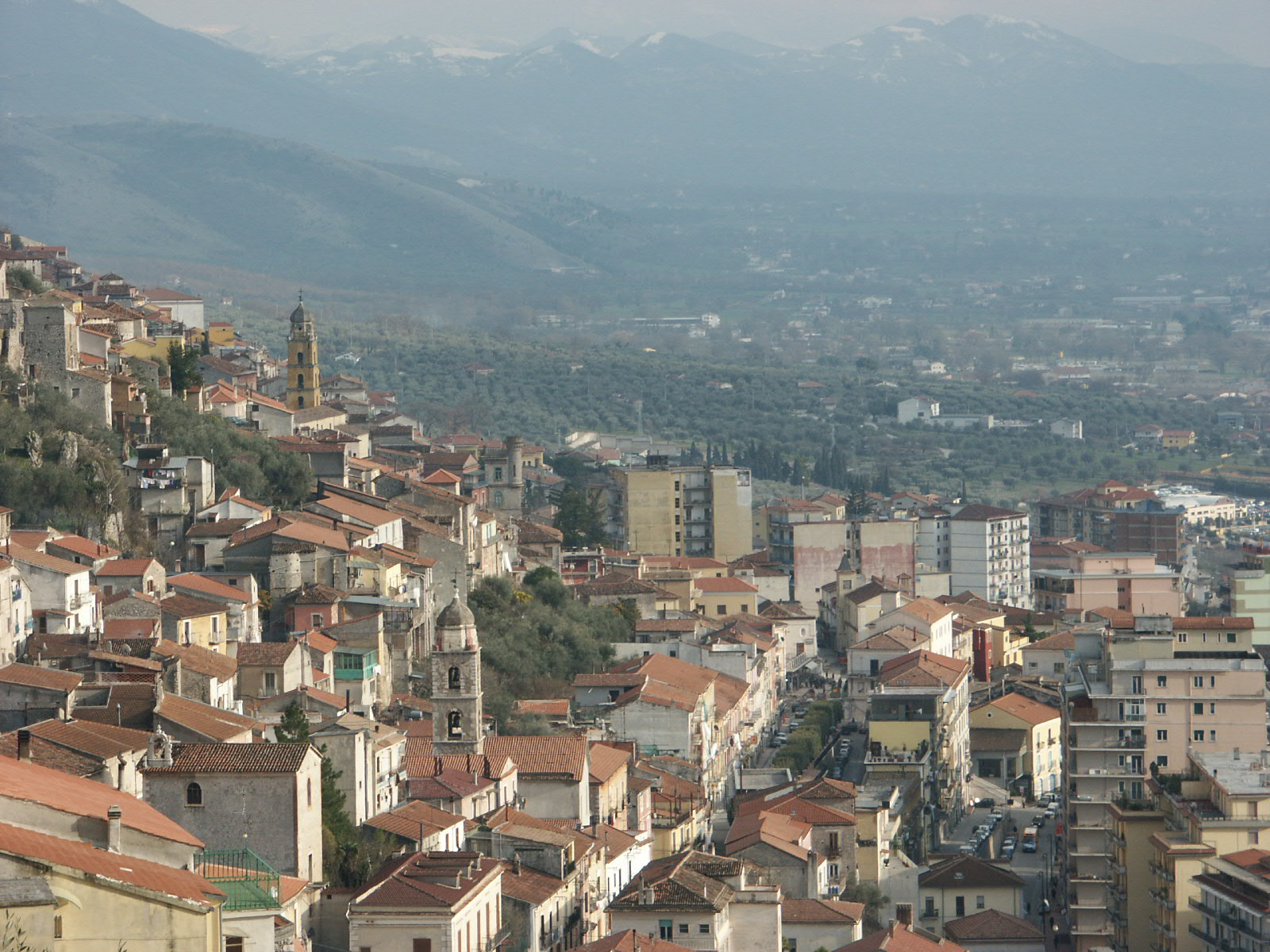
Сала-Консиліна в долині Діано